# Spaghetti alle vongole

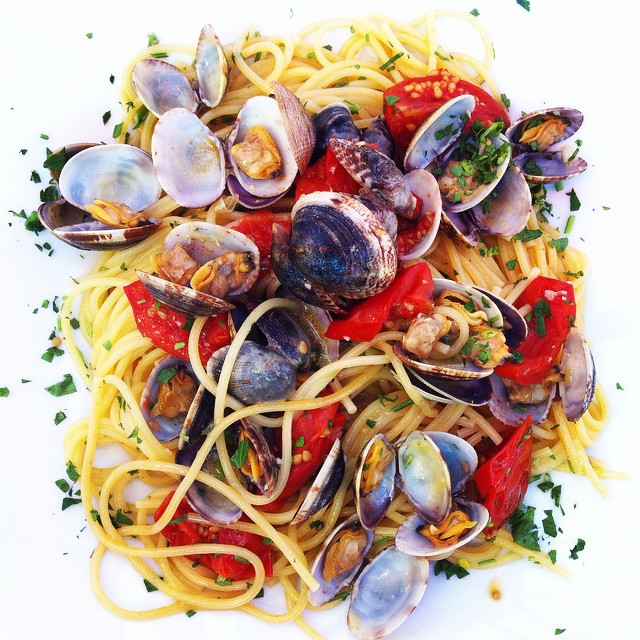
Spaghetti alle vongole

El spaghetti alle vongole [spaˈɡetti alle ˈvoŋɡole] (lit.: spaghetti a las almejas) se trata de un plato de pasta muy tradicional de la cocina napolitana.

## Características
Se fundamenta el plato en el sofrito de ajo y aceite de oliva extra-virgen, vino blanco y almejas (procedentes de las aguas del Mar Adriático) que se abren al ser cocinadas con el vapor. Se emplea en este plato de forma eventual tomate rallado (en los casos en los que no se vierte tomate se denomina el plato como: spaghetti alle vongole in bianco).
La pasta se sirve al dente y puede ser elaborada con spaghetti, vermicelli o linguine. Se aliña con pimienta o peperoncini (apenas debe notarse su gusto) y sal.